# Classe Assad
La classe Assad est une classe de  corvette construite à l'origine pour l'Irak pendant la guerre Iran-Irak, par Fincantieri en Italie. Six navires ont été commandés en 1981. Ils ont été achevés juste avant l'opération Desert Storm et n'ont jamais été livrés en raison de l'embargo sur les armes imposé par l'ONU.

## Historique
Quatre des six navires ont été vendus à la marine royale malaisienne comme corvettes de classe Laksamana entre 1997 et 1999 et sont encore en service. 
- F-134 Laksamana Hang Nadim
- F-135 Laksamana Tun Abdul Jamil
- F-136 Laksamana Muhammad Amin
- F-137 Laksamana Tan Pusmah

La marine libyenne a exploité les quatre navires, mais leur sort est inconnu. Al Tadjier aurait été détruit par des avions de l'United States Navy. Les autres navires qui ont servi dans la marine libyenne étaient Al Tougour, Al Kalij et Al Hudud. Tous les navires sont entrés en service entre 1977 et 1979. 
Les deux navires restants ont été déposés à La Spezia à partir de 1990, mais en 2005, il a été annoncé qu'ils seraient livrés à la nouvelle Marine irakienne. L'accord, cependant, a ensuite été annulé en raison de l'état des navires lors de l'inspection. Le 19 mai 2017, il a été signalé que les deux navires restants seraient livrés à la marine irakienne après 26 ans d'attente à quai. Ils ont finalement quitté La Spezia sur un transporteur semi-submersible Eide Trader le 22 mai et ont atteint l'Irak en juin 2017 .
- F-210 Mussa Ben Hussair
- F-212 Tariq Ibn Zaiyad